# Andrei Alexandrowitsch Silnow
Andrei Alexandrowitsch Silnow (russisch Андрей Александрович Сильнов; englisch Andrey Silnov; * 9. September 1984 in Schachty) ist ein ehemaliger russischer Leichtathlet, der 2008 Olympiasieger im Hochsprung wurde.

## Sportliche Karriere
Silnow sprang bereits 2002 erstmals über 2,10 Meter. 2005 wurde er Neunter bei den U23-Europameisterschaften; ebenfalls 2005 verbesserte er seine persönliche Bestleistung auf 2,28 m. 2006 wurde er mit 2,28 m erstmals russischer Meister. Mit 2,31 m gewann er beim Europacup.
Bei den Europameisterschaften 2006 in Göteborg meisterte Silnow jede Höhe bis 2,36 m im ersten Versuch. Er wurde Europameister vor dem Tschechen Tomáš Janků und den beiden Schweden Stefan Holm und Linus Thörnblad, die jeweils über 2,34 Meter sprangen. Anschließend versuchte Silnow mit 2,41 m einen neuen russischen Rekord aufzustellen, was aber nicht gelang.
Beim Sportfest in Monaco sprang Silnow nach den Europameisterschaften mit 2,37 m die Weltjahresbestleistung 2006. Im September wurde er beim World Athletics Final in Stuttgart mit 2,33 m Zweiter hinter Thörnblad. Eine Woche später beim Weltcup in Athen wurde er mit 2,24 m Zweiter hinter Tomáš Janků.
In Osaka bei den Weltmeisterschaften 2007 in Osake belegte Silnow mit 2,21 m Platz elf, nachdem er in der Qualifikation 2,29 m gesprungen war.
Bei den Olympischen Spielen in Peking erreichte er eine Höhe von 2,36 m und gewann damit den Wettbewerb und die Goldmedaille. Anschließend scheiterte er dreimal an der Höhe von 2,42 m, diese Höhe hätte neben olympischem Rekord auch eine Verbesserung von Igor Paklins sowjetischem Rekord von 2,41 m aus dem Jahr 1985 bedeutet. Vier Jahre später konnte er in London seinen Olympiaerfolg nicht wiederholen. Im Finale belegte er mit 2,25 m nur Platz zwölf.
Silnow hatte bei einer Körpergröße von 1,98 m ein Wettkampfgewicht von 83 kg.

### Dopingsperre 2021
Ende März 2020 teilte die unabhängige Integritätskommission AIU des Weltleichtathletikverbandes World Athletics mit, dass sie auf der Grundlage von Belegen aus dem McLaren-Report ein Verfahren gegen Silnow eingeleitet habe. 2021 wurde er vom Internationalen Sportgerichtshof CAS für vier Jahre bis zum 6. April 2025 gesperrt.
Außerdem wurden alle Ergebnisse ab dem 8. Juli 2013 gestrichen.